# Torneo internacional sub-12 de fútbol 7 de Arona 2017
El Torneo Internacional LaLiga Promises de Arona 2017, es la 22ª edición del torneo de fútbol base que disputan los equipos sub-12 (infantiles de primer año) en la modalidad de fútbol 7 mediante invitación de la propia organización. 
Celebrada en el mes de diciembre en el Estadio Antonio Domínguez de la ciudad de Arona (Santa Cruz de Tenerife), la competición reunirá a diez equipos de LaLiga y seis conjuntos internacionales de categoría.
Este torneo representa la evolución definitiva de un evento mundial creado por la Fundación El Larguero, que se basa en más de 20 años de experiencia en la organización de torneos de fútbol base en España, con el respaldo de LaLiga y su experiencia.

## Participantes
Los participantes son catorce equipos infantiles de primer año que por medio de invitación de la organización disputan la XXII edición del torneo. Se dividen en dos grupos de cuatro y dos grupos de tres equipos, en los que los dos primeros clasificados pasan a disputar la fase final. Los equipos no clasificados se unirán al torneo de consolación.
| Torneo Principal    | Torneo Principal   | Torneo Principal  | Torneo Principal |
| ------------------- | ------------------ | ----------------- | ---------------- |
| AS Roma             | Atlético de Madrid | Borussia Dortmund | Deportivo Alavés |
| FC Barcelona        | Inter de Milán     | JEF United        | Juventus         |
| París Saint-Germain | RCD Espanyol       | Real Madrid       | Sevilla FC       |
| Valencia CF         | Villarreal CF      |                   |                  |

| Torneo de Consolación | Torneo de Consolación | Torneo de Consolación | Torneo de Consolación |
| --------------------- | --------------------- | --------------------- | --------------------- |
| UD Las Palmas         | CD Tenerife           |                       |                       |

## Fase de grupos

### Grupo A
- Todos los horarios corresponden a la hora local de Arona (UTC).

| Equipo           | Pts | PJ | PG | PE | PP | GF | GC | Dif |
| ---------------- | --- | -- | -- | -- | -- | -- | -- | --- |
| Villarreal CF    | 7   | 3  | 2  | 1  | 0  | 5  | 0  | +5  |
| FC Barcelona     | 6   | 3  | 2  | 0  | 1  | 6  | 1  | +5  |
| AS Roma          | 3   | 3  | 1  | 0  | 2  | 2  | 8  | -6  |
| Deportivo Alavés | 1   | 3  | 0  | 1  | 2  | 1  | 5  | -4  |

| 27 de diciembre de 2017, 10:30 | AS Roma | 0 - 4 | Villarreal CF | Estadio Antonio Domínguez, Arona |  |

| 27 de diciembre de 2017, 11:00 | FC Barcelona | 3 - 0 | Deportivo Alavés | Estadio Antonio Domínguez, Arona |  |

| 27 de diciembre de 2017, 17:30 | AS Roma | 2 - 1 | Deportivo Alavés | Estadio Antonio Domínguez, Arona |  |

| 27 de diciembre de 2017, 18:30 | FC Barcelona | 0 - 1 | Villarreal CF | Estadio Antonio Domínguez, Arona |  |

| 28 de diciembre de 2017, 11:00 | FC Barcelona | 3 - 0 | AS Roma | Estadio Antonio Domínguez, Arona |  |

| 28 de diciembre de 2017, 12:00 | Deportivo Alavés | 0 - 0 | Villarreal CF | Estadio Antonio Domínguez, Arona |  |

### Grupo B
- Todos los horarios corresponden a la hora local de Arona (UTC).

| Equipo              | Pts | PJ | PG | PE | PP | GF | GC | Dif |
| ------------------- | --- | -- | -- | -- | -- | -- | -- | --- |
| Juventus            | 4   | 2  | 1  | 1  | 0  | 2  | 1  | +1  |
| Atlético de Madrid  | 3   | 2  | 1  | 0  | 1  | 3  | 3  | 0   |
| París Saint-Germain | 1   | 2  | 0  | 1  | 1  | 3  | 4  | -1  |

| 27 de diciembre de 2017, 10:00 | París Saint-Germain | 1 - 1 | Juventus | Estadio Antonio Domínguez, Arona |  |

| 27 de diciembre de 2017, 16:30 | Atlético de Madrid | 0 - 1 | Juventus | Estadio Antonio Domínguez, Arona |  |

| 28 de diciembre de 2017, 10:30 | Atlético de Madrid | 3 - 2 | París Saint-Germain | Estadio Antonio Domínguez, Arona |  |

### Grupo C
- Todos los horarios corresponden a la hora local de Arona (UTC).

| Equipo            | Pts | PJ | PG | PE | PP | GF | GC | Dif |
| ----------------- | --- | -- | -- | -- | -- | -- | -- | --- |
| Borussia Dortmund | 4   | 2  | 1  | 1  | 0  | 2  | 1  | +1  |
| RCD Espanyol      | 4   | 2  | 1  | 1  | 0  | 1  | 0  | +1  |
| Sevilla FC        | 0   | 2  | 0  | 0  | 2  | 1  | 3  | -2  |

| 27 de diciembre de 2017, 12:30 | Borussia Dortmund | 0 - 0 | RCD Espanyol | Estadio Antonio Domínguez, Arona |  |

| 27 de diciembre de 2017, 18:00 | Sevilla FC | 0 - 1 | RCD Espanyol | Estadio Antonio Domínguez, Arona |  |

| 28 de diciembre de 2017, 10:00 | Sevilla FC | 1 - 2 | Borussia Dortmund | Estadio Antonio Domínguez, Arona |  |

### Grupo D
- Todos los horarios corresponden a la hora local de Arona (UTC).

| Equipo         | Pts | PJ | PG | PE | PP | GF | GC | Dif |
| -------------- | --- | -- | -- | -- | -- | -- | -- | --- |
| Real Madrid    | 9   | 3  | 3  | 0  | 0  | 8  | 2  | +6  |
| Valencia CF    | 6   | 3  | 2  | 0  | 1  | 9  | 4  | +5  |
| Inter de Milán | 3   | 3  | 1  | 0  | 2  | 2  | 5  | -3  |
| JEF United     | 0   | 3  | 0  | 0  | 3  | 2  | 10 | -8  |

| 27 de diciembre de 2017, 11:30 | Real Madrid | 3 - 2 | Valencia CF | Estadio Antonio Domínguez, Arona |  |

| 27 de diciembre de 2017, 12:00 | JEF United | 1 - 2 | Inter de Milán | Estadio Antonio Domínguez, Arona |  |

| 27 de diciembre de 2017, 17:00 | Valencia CF | 4 - 1 | JEF United | Estadio Antonio Domínguez, Arona |  |

| 27 de diciembre de 2017, 19:00 | Real Madrid | 1 - 0 | Inter de Milán | Estadio Antonio Domínguez, Arona |  |

| 28 de diciembre de 2017, 11:30 | Real Madrid | 4 - 0 | JEF United | Estadio Antonio Domínguez, Arona |  |

| 28 de diciembre de 2017, 12:30 | Inter de Milán | 0 - 3 | Valencia CF | Estadio Antonio Domínguez, Arona |  |

## Torneo de Consolación
El torneo de consolación lo disputan la Unión Deportiva Las Palmas y el Club Deportivo Tenerife junto con los seis equipos eliminados en la fase de grupos.
- Todos los horarios corresponden a la hora local de Arona (UTC).

|  | Cuartos de final        | Cuartos de final        |                |                  | Semifinales             | Semifinales             |  |             | Final                   | Final                   |  |
|  | 28 de diciembre de 2017 | 28 de diciembre de 2017 |                |                  | 29 de diciembre de 2017 | 29 de diciembre de 2017 |  |             | 29 de diciembre de 2017 | 29 de diciembre de 2017 |  |
|  |                         |                         |                |                  |                         |                         |  |             |                         |                         |  |
|  |                         |                         |                |                  |                         |                         |  |             |                         |                         |  |
|  | CD Tenerife             | 0 (5)                   |                |                  |                         |                         |  |             |                         |                         |  |
|  | CD Tenerife             | 0 (5)                   |                |                  |                         |                         |  |             |                         |                         |  |
|  | AS Roma                 | 0 (4)                   |                |                  |                         |                         |  |             |                         |                         |  |
|  | AS Roma                 | 0 (4)                   |                | CD Tenerife      | 0 (5)                   |                         |  |             |                         |                         |  |
|  |                         |                         |                | CD Tenerife      | 0 (5)                   |                         |  |             |                         |                         |  |
|  |                         |                         | JEF United     | 0 (4)            |                         |                         |  |             |                         |                         |  |
|  | París Saint-Germain     | 1                       | JEF United     | 0 (4)            |                         |                         |  |             |                         |                         |  |
|  | París Saint-Germain     | 1                       |                |                  |                         |                         |  |             |                         |                         |  |
|  | JEF United              | 2                       |                |                  |                         |                         |  |             |                         |                         |  |
|  | JEF United              | 2                       |                |                  |                         |                         |  | CD Tenerife | 1                       |                         |  |
|  |                         |                         |                |                  |                         |                         |  | CD Tenerife | 1                       |                         |  |
|  |                         |                         | Inter de Milán | 3                |                         |                         |  |             |                         |                         |  |
|  | Sevilla FC              | 0                       | Inter de Milán | 3                |                         |                         |  |             |                         |                         |  |
|  | Sevilla FC              | 0                       |                |                  |                         |                         |  |             |                         |                         |  |
|  | Deportivo Alavés        | 1                       |                |                  |                         |                         |  |             |                         |                         |  |
|  | Deportivo Alavés        | 1                       |                | Deportivo Alavés | 0                       |                         |  |             |                         |                         |  |
|  |                         |                         |                | Deportivo Alavés | 0                       |                         |  |             |                         |                         |  |
|  |                         |                         | Inter de Milán | 1                |                         |                         |  |             |                         |                         |  |
|  | UD Las Palmas           | 1                       | Inter de Milán | 1                |                         |                         |  |             |                         |                         |  |
|  | UD Las Palmas           | 1                       |                |                  |                         |                         |  |             |                         |                         |  |
|  | Inter de Milán          | 2                       |                |                  |                         |                         |  |             |                         |                         |  |
|  | Inter de Milán          | 2                       |                |                  |                         |                         |  |             |                         |                         |  |
|  |                         |                         |                |                  |                         |                         |  |             |                         |                         |  |

### Cuartos de Consolación
| 28 de diciembre de 2017, 17:30 | CD Tenerife | 0 - 0 (4 - 5 p.) | AS Roma | Estadio Antonio Domínguez, Arona |  |

| 28 de diciembre de 2017, 18:00 | París Saint-Germain | 1 - 2 | JEF United | Estadio Antonio Domínguez, Arona |  |

| 28 de diciembre de 2017, 18:30 | Sevilla FC | 0 - 1 | Deportivo Alavés | Estadio Antonio Domínguez, Arona |  |

| 28 de diciembre de 2017, 19:00 | UD Las Palmas | 0 - 1 | Inter de Milán | Estadio Antonio Domínguez, Arona |  |

### Semifinales de Consolación
| 29 de diciembre de 2017, 10:00 | CD Tenerife | 0 - 0 (5 - 4 p.) | JEF United | Estadio Antonio Domínguez, Arona |  |

| 29 de diciembre de 2017, 10:30 | Deportivo Alavés | 0 - 1 | Inter de Milán | Estadio Antonio Domínguez, Arona |  |

### Final de Consolación
| 29 de diciembre de 2017, 19:00 | CD Tenerife | 1 - 3 | Inter de Milán | Estadio Antonio Domínguez, Arona |  |

## Fase Final
La fase final la disputan los dos primeros equipos de cada grupo.
- Todos los horarios corresponden a la hora local de Arona (UTC).

|  | Cuartos de final        | Cuartos de final        |                    |              | Semifinales             | Semifinales             |  |             | Final                   | Final                   |  |
|  | 28 de diciembre de 2017 | 28 de diciembre de 2017 |                    |              | 29 de diciembre de 2017 | 29 de diciembre de 2017 |  |             | 29 de diciembre de 2017 | 29 de diciembre de 2017 |  |
|  |                         |                         |                    |              |                         |                         |  |             |                         |                         |  |
|  |                         |                         |                    |              |                         |                         |  |             |                         |                         |  |
|  | Borussia Dortmund       | 0                       |                    |              |                         |                         |  |             |                         |                         |  |
|  | Borussia Dortmund       | 0                       |                    |              |                         |                         |  |             |                         |                         |  |
|  | Valencia CF             | 1                       |                    |              |                         |                         |  |             |                         |                         |  |
|  | Valencia CF             | 1                       |                    | Valencia CF  | 1                       |                         |  |             |                         |                         |  |
|  |                         |                         |                    | Valencia CF  | 1                       |                         |  |             |                         |                         |  |
|  |                         |                         | RCD Espanyol       | 0            |                         |                         |  |             |                         |                         |  |
|  | Real Madrid             | 0                       | RCD Espanyol       | 0            |                         |                         |  |             |                         |                         |  |
|  | Real Madrid             | 0                       |                    |              |                         |                         |  |             |                         |                         |  |
|  | RCD Espanyol            | 1                       |                    |              |                         |                         |  |             |                         |                         |  |
|  | RCD Espanyol            | 1                       |                    |              |                         |                         |  | Valencia CF | 0                       |                         |  |
|  |                         |                         |                    |              |                         |                         |  | Valencia CF | 0                       |                         |  |
|  |                         |                         | FC Barcelona       | 1            |                         |                         |  |             |                         |                         |  |
|  | Juventus                | 0                       | FC Barcelona       | 1            |                         |                         |  |             |                         |                         |  |
|  | Juventus                | 0                       |                    |              |                         |                         |  |             |                         |                         |  |
|  | FC Barcelona            | 1                       |                    |              |                         |                         |  |             |                         |                         |  |
|  | FC Barcelona            | 1                       |                    | FC Barcelona | 2 (4)                   |                         |  |             |                         |                         |  |
|  |                         |                         |                    | FC Barcelona | 2 (4)                   |                         |  |             |                         |                         |  |
|  |                         |                         | Atlético de Madrid | 2 (3)        |                         |                         |  |             |                         |                         |  |
|  | Villarreal CF           | 0 (4)                   | Atlético de Madrid | 2 (3)        |                         |                         |  |             |                         |                         |  |
|  | Villarreal CF           | 0 (4)                   |                    |              |                         |                         |  |             |                         |                         |  |
|  | Atlético de Madrid      | 0 (5)                   |                    |              |                         |                         |  |             |                         |                         |  |
|  | Atlético de Madrid      | 0 (5)                   |                    |              |                         |                         |  |             |                         |                         |  |
|  |                         |                         |                    |              |                         |                         |  |             |                         |                         |  |

### Cuartos de final
| 28 de diciembre de 2017, 17:00 | Juventus | 0 - 1 | FC Barcelona | Estadio Antonio Domínguez, Arona |  |

| 28 de diciembre de 2017, 17:30 | Borussia Dortmund | 0 - 1 | Valencia CF | Estadio Antonio Domínguez, Arona |  |

| 28 de diciembre de 2017, 18:00 | Villarreal CF | 0 - 0 (4 - 5 p.) | Atlético de Madrid | Estadio Antonio Domínguez, Arona |  |

| 28 de diciembre de 2017, 18:30 | Real Madrid | 0 - 1 | RCD Espanyol | Estadio Antonio Domínguez, Arona |  |

### Semifinales
| 29 de diciembre de 2017, 10:00 | Valencia CF | 1 - 0 | RCD Espanyol | Estadio Antonio Domínguez, Arona |  |

| 29 de diciembre de 2017, 10:50 | FC Barcelona | 2 - 2 (4 - 3 p.) | Atlético de Madrid | Estadio Antonio Domínguez, Arona |  |

### Final
| 29 de diciembre de 2017, 20:00 | Valencia CF | 0 - 1 | FC Barcelona | Estadio Antonio Domínguez, Arona |  |

| Bandera de España               |
| Campeón FC Barcelona 7.° título |